# Schizoprymnus lissostrigus
Schizoprymnus lissostrigus är en stekelart som först beskrevs av De Saeger 1948.  Schizoprymnus lissostrigus ingår i släktet Schizoprymnus och familjen bracksteklar. Inga underarter finns listade i Catalogue of Life.